# Tregua de Pläswitz
La Tregua o Armisticio de Pläswitz fue un armisticio de nueve semanas ocurrido durante las Guerras Napoleónicas, acordado entre Napoleón Bonaparte y la Sexta Coalición el 4 de junio de 1813 (el mismo día en que la Batalla de Luckau se libraba en otro lugar). Dicho armisticio fue propuesto por Metternich, durante el retiro de los principales ejércitos aliados en Silesia después de la Batalla de Bautzen, siendo que el armisticio fue aprobado por Napoleón (Este último se encontraba entusiasta debido a que esto le conseguiría tiempo para fortalecer su caballería, dejar que su ejército descanse, intimidar a Austria llevando al Ejército de Italia hacia Liubliana (Provincias Ilirias) y negociar una paz por separado con el Imperio ruso) y muy aceptado por los Aliados (permitiendo a su vez conseguir tiempo para reorganizar el apoyo Austriaco, aumentar los fondos de guerra Británicos y permitir descansar al exhausto ejército Ruso). La tregua concedió toda Sajonia a Napoleón a cambio de un territorio a lo largo del Óder. Originalmente el armisticio iba a finalizar el 10 de julio pero fue extendido hasta finalizar el 10 de agosto.
Durante el tiempo de la Tregua, la Landwehr se movilizó y Klemens von Metternich terminó el Tratado de Reichenbach el 27 de junio, agregando que Austria podría unirse a los aliados si Napoleón fallaba en aplicar condiciones específicas en un día específico. Como era esperado, Napoleón no aceptó esas condiciones permitiendo que el armisticio terminase sin posibilidad de renovar y posteriormente Austria declarase la guerra al Primer Imperio francés el 12 de agosto. La guerra continuaría con la batalla de Grossbeeren el 23 de agosto.